# Hugh Ware McKee
Hugh Ware McKee (Harrodsburg, 24 de Dezembro de 1840 – Springfield, 11 de Maio de 1877) foi um pastor presbiteriano norte-americano, que serviu como missionário no Brasil. Nasceu em 24 de dezembro de 1840, na cidade de Harrodsburg, Kentucky (EUA), mas estudou em Indiana. Após se formar no Seminário Teológico de Princeton, foi ordenado em 4 de setembro de 1866.

## Biografia
O Rev. McKee chegou ao Brasil, como missionário, em 19 de agosto de 1867, aportando no Rio de Janeiro. Depois de algum tempo, em 2 de janeiro de 1868, deslocou-se para São Paulo, onde passou a fixar residência. Tornou-se auxiliar do Rev. Emanuel Nathaniel Pires na Igreja de São Paulo (ligada à Igreja Presbiteriana do Brasil). Durante todo este tempo, desde que chegara ao Brasil, estudou a língua portuguesa, sem, no entanto, lograr grandes êxitos.
Ladeado por outros missionários, fez viagens para as regiões de Borda da Mata, Sorocaba e Santa Bárbara d'Oeste, sempre no interior do estado de São Paulo.
Apesar do auxílio aos missionários mais antigos, "McKee e a esposa não chegaram a dominar a língua portuguesa e tinham problemas de saúde". Em virtude disto, regressaram para os Estados Unidos em 9 de janeiro de 1871.
Com o seu limitado conhecimento do idioma, o Rev. McKee pastoreou Igrejas de imigrantes da Ilha da Madeira na cidade de Springfield. Por fim, faleceu nesta mesma cidade em 11 de maio de 1877.